# مقایسه فرهنگ ژاپن و اروپا

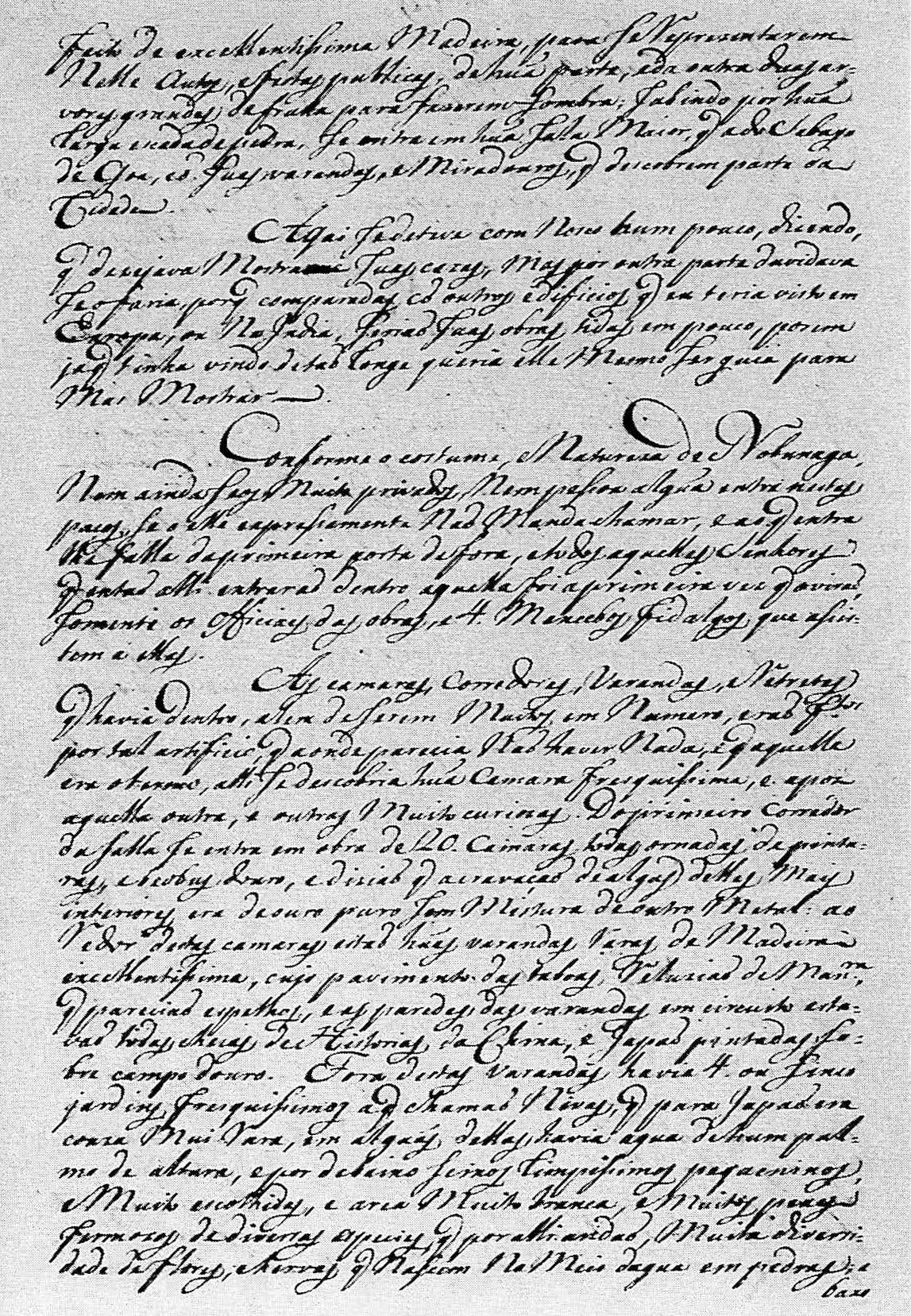
خط لوئیس فرویس به زبان پرتغالی

مقایسه فرهنگ ژاپن و اروپا (به ژاپنی: 日欧文化比較) نوشته لوئیس فرویس (۱۵۳۲–۸ ژوئیه ۱۵۹۷) میسیونر، و نویسنده اهل پرتغال بود. فرویس این کتاب را در سال ۱۵۸۵ نوشت.
لوئیس فرویس در سال ۱۵۴۸ عضو انجمن عیسی شد. در سال ۱۵۶۳، برای تبلیغ مسیحیت به ژاپن وارد شد، و در سال بعد به کیوتو رفت و با، آشیکاگا یوشیترو، شوگون وقت ملاقات کرد. در ۱۵۶۹، او با اودا نوبوناگا دوست شد و مدت کوتاهی در محل اقامت شخصی نوبوناگا در گیفو ماند و به نوشتن کتاب تاریخ ژاپن (فرویس) مشغول شد.